# Issaak Markowitsch Chalatnikow
Isaak Markowitsch Chalatnikow (russisch Исаак Маркович Халатников, englische Transliteration Isaak Markovich Khalatnikov; * 17. Oktober 1919 in Jekaterinoslaw (heute zur Ukraine); † 9. Januar 2021 in Tschernogolowka) war ein sowjetischer bzw. russischer theoretischer Physiker.

## Leben
Chalatnikow studierte an der Staatlichen Universität von Dnepropetrowsk, wo er 1941 seinen Abschluss in Physik machte. 1952 erhielt er den russischen Doktorgrad (Habilitation) und arbeitete dann in der Gruppe von Lew Landau, mit dem er u. a. über die Theorie der Supraflüssigkeiten arbeitete (Landau-Chalatnikow-Theorie) und mit Landau und Isaak Pomerantschuk über das Verschwinden der nackten Ladung in der Quantenelektrodynamik (siehe den Artikel Lew Landau). Von 1965 bis 1992 war Chalatnikow Gründungs-Direktor des Landau-Instituts. Er war auch Mitglied des wissenschaftlichen Beratungsgremiums am International Center of Theoretical Physics (ICTP) in Triest.
Bekannt wurde er durch seine Arbeit mit Jewgeni Michailowitsch Lifschitz und Wladimir Belinski aus dem Jahr 1970 über Singularitäten in der Allgemeinen Relativitätstheorie, die ursprünglich der Frage nachgeht, ob kosmologische Lösungen der Einsteinschen Feldgleichungen notwendigerweise eine Singularität in der Zeit aufweisen. Zuvor hatten Lifschitz und andere russische Physiker zu zeigen versucht, dass Singularitäten im Allgemeinen in diesen Theorien nicht auftreten können, das heißt, dass sie „nicht generisch“ und Relikte der Annahme hoher Symmetrie sind. Dies wurde aber durch die Singularitätentheoreme von Stephen Hawking und Roger Penrose widerlegt. Chalatnikow und die Mitautoren (die nur den kosmologischen Fall untersuchten) fanden, dass der Materie-Strahlungsinhalt nahe der Singularität immer mehr an Bedeutung verliert und man deshalb Vakuum-Lösungen der Einstein-Gleichungen untersuchen kann, und dass Lösungen mit schnellen (oszillatorischen) Änderungen in der Zeit dominieren (BKL-Vermutung, die bisher nicht streng bewiesen wurde). Die Lösung nahe der Singularität soll gemäß dieser Theorie unsymmetrisch und chaotisch (BKL-Singularität) ähnlich den Mixmaster-Universen von Charles Misner sein, die Chalatnikow und seine Koautoren inspiriert hatten. Das damit entworfene Bild von Singularitäten in der Allgemeinen Relativitätstheorie wurde später auch durch numerische Simulationen gestützt.
Chalatnikow war ab 1984 Mitglied der Russischen Akademie der Wissenschaften (ab 1972 als korrespondierendes Mitglied) und auswärtiges Mitglied der Royal Society in London. Er erhielt den Landau-Preis und den Alexander-von-Humboldt-Preis. 2005 erhielt er die Blaise-Pascal-Medaille. Im Jahr 1953 erhielt er den Stalinpreis, 2010 die Tamm-Medaille. 2012 wurde er mit dem Marcel Grossmann-Preis ausgezeichnet. 2019 wurde ein Asteroid nach ihm benannt: (468725) Khalat.
Er hatte gute Kontakte innerhalb des sowjetischen Machtapparats – seine Ehefrau Walentina (1920–2005) war die Tochter des Revolutionshelden Nikolai Schtschors. Mit ihr, einer Ärztin,  hatte er drei Töchter.

## Anmerkung
1. ↑  Die drei Forscher – in englischer Schreibweise Belinski, Khalatnikov, Lifshitz – wurden später mit dem Akronym BKL abgekürzt, ihre Hypothesen als BKL-conjecture (BKL-Vermutung). Vgl. David Garfinkle: Singularitäten als Raumzeit-Knetmaschinen. In: Einstein Online Band 03 (2007), 03-1103.